# Canadian Masters 1986
Das BCE Canadian Masters 1986 war ein professionelles Snooker-Einladungsturnier im Rahmen der Saison 1986/87. Es wurde vom 28. Oktober bis zum 1. November 1986 in den Studios der Canadian Broadcasting Corporation ausgetragen. Sieger wurde Vorjahresfinalist Steve Davis, der im Finale seinen englischen Landsmann Willie Thorne mit 9:3 besiegte. Davis spielte mit einem 143er-Break das höchste Break des Turnieres.

## Preisgeld
Wie auch schon im Vorjahr wurde das Turnier vom Tischhersteller BCE gesponsert. Das Preisgeld erhöhte sich um fast ein Drittel des Vorjahrespreisgelds auf 62.497 £, wovon fast genau 30 % auf den Sieger entfielen. Des Weiteren gab es zum zweiten Mal in der Geschichte des Turnieres (zum ersten Mal 1975) ein zusätzliches Preisgeld für den Spieler, der das höchste Break des Turnieres gespielt hat.
|                                             | Preisgeld |
| ------------------------------------------- | --------- |
| Sieger                                      | 18.750 £  |
| Finalist                                    | 11.250 £  |
| Halbfinalist                                | 6.250 £   |
| Viertelfinalist                             | 4.218 £   |
| Höchstes Break (Qualifikation / Hauptrunde) | 3.125 £   |
| Insgesamt                                   | 62.497 £  |

## Turnierverlauf
Wie auch schon im Vorjahr wurden zum Turnier acht Profis eingeladen. Auch die Spielmodi blieben gleich; so wurden wieder alle Viertelfinalpartien im Modus Best of 9 Frames, die Halbfinalpartien im Modus Best of 15 Frames und das Endspiel im Modus Best of 17 Frames gespielt.

|  | Viertelfinale Best of 9 Frames | Viertelfinale Best of 9 Frames |               |   | Halbfinale Best of 9 Frames | Halbfinale Best of 9 Frames |  |  | Finale Best of 17 Frames | Finale Best of 17 Frames |
|  |                                |                                |               |   |                             |                             |  |  |                          |                          |
|  | Steve Davis                    | 5                              |               |   |                             |                             |  |  |                          |                          |
|  | Jimmy White                    | 2                              |               |   |                             |                             |  |  |                          |                          |
|  | Jimmy White                    | 2                              | Steve Davis   | 8 |                             |                             |  |  |                          |                          |
|  |                                |                                | Steve Davis   | 8 |                             |                             |  |  |                          |                          |
|  |                                | Alex Higgins                   | 3             |   |                             |                             |  |  |                          |                          |
|  | Alex Higgins                   | Alex Higgins                   | 3             | 5 |                             |                             |  |  |                          |                          |
|  | Alex Higgins                   |                                |               | 5 |                             |                             |  |  |                          |                          |
|  | Joe Johnson                    | 3                              |               |   |                             |                             |  |  |                          |                          |
|  |                                |                                | Steve Davis   | 9 |                             |                             |  |  |                          |                          |
|  |                                | Willie Thorne                  | 3             |   |                             |                             |  |  |                          |                          |
|  | Willie Thorne                  | 5                              |               |   |                             |                             |  |  |                          |                          |
|  | Dennis Taylor                  | 4                              |               |   |                             |                             |  |  |                          |                          |
|  | Dennis Taylor                  | 4                              | Willie Thorne | 8 |                             |                             |  |  |                          |                          |
|  |                                |                                | Willie Thorne | 8 |                             |                             |  |  |                          |                          |
|  |                                | Tony Knowles                   | 7             |   |                             |                             |  |  |                          |                          |
|  | Tony Knowles                   | Tony Knowles                   | 7             | 5 |                             |                             |  |  |                          |                          |
|  | Tony Knowles                   |                                |               | 5 |                             |                             |  |  |                          |                          |
|  | Cliff Thorburn                 | 1                              |               |   |                             |                             |  |  |                          |                          |

## Finale
Vorjahresfinalist Steve Davis war mit relativ deutlichen Siegen über Jimmy White und Ex-Weltmeister Alex Higgins ins Finale gekommen, wo er auf seinen Landsmann Willie Thorne traf. Thorne hat im Gegensatz zu Davis einen deutlich schwereren Weg hinter sich; erst hatte er Titelverteidiger Dennis Taylor und dann Tony Knowles im Decider besiegt.
Davis ging schon mit 3:0 in Führung, ehe Thorne seinen ersten Frame gewinnen konnte. Daraufhin baute Davis seine Führung auf 5:1 aus, ehe Thorne auf 5:2 an ihn herankam. Nachdem Davis mit 7:2 in Führung gegangen war, schaffte Thorne den dritten Gewinn eines Frames. Anschließend gelang es Davis, den alten Abstand wiederherzustellen, bevor er mit einem 85er-Break Match und Turnier gewann.
| Finale: Best of 17 Frames CBC TV Studios, Toronto, Kanada, 1. November 1986           |                |               |
| Steve Davis                                                                           | 9:3            | Willie Thorne |
| 71:61; 68:27; 93:6; 20:101; 76:0; 96:5; 56:80; 80:32; 80:32; 0:123; 64:49; 114:0 (85) |                |               |
| 85                                                                                    | Höchstes Break | –             |
| –                                                                                     | Century-Breaks | –             |
| 1                                                                                     | 50+-Breaks     | –             |

## Century Breaks
Während des Turnieres wurden von vier Spielern sieben Century Breaks gespielt.
| Steve Davis   | 143 |
| Dennis Taylor | 127 |

| Willie Thorne | 116, 112, 103, 102 |
| Alex Higgins  | 115                |